# Turniej o Łańcuch Herbowy Miasta Ostrowa Wielkopolskiego 2012
Turniej o Łańcuch Herbowy Miasta Ostrowa Wielkopolskiego 2012 – turniej żużlowy, rozegrany po raz 60. w Ostrowie Wielkopolskim, w którym zwyciężył Duńczyk Niels Kristian Iversen.

## Wyniki
- Ostrów Wielkopolski, 21 października 2012
- Sędzia: Leszek Demski

| Msc. | Zawodnik               | Państwo | Pkt     |             |  |
| ---- | ---------------------- | ------- | ------- | ----------- |  |
| 1    | Niels Kristian Iversen | Dania   | 14 +2+3 | (2,3,3,3,3) |  |
| 2    | Peter Karlsson         | Szwecja | 9 +3+2  | (1,1,1,3,3) |  |
| 3    | Damian Baliński        | Polska  | 12 +2+1 | (2,3,2,2,3) |  |
| 4    | Łukasz Sówka           | Polska  | 9 +3+0  | (3,3,2,0,1) |  |
| 5    | Tomasz Jędrzejak       | Polska  | 8 +1    | (d,3,3,0,2) |  |
| 6    | Roman Poważny          | Rosja   | 8 +1    | (1,2,3,2,0) |  |
| 7    | Sebastian Ułamek       | Polska  | 11 +0   | (3,2,2,3,1) |  |
| 8    | Grzegorz Walasek       | Polska  | 9 +0    | (3,1,1,2,2) |  |
| 9    | Adam Skórnicki         | Polska  | 7       | (1,1,2,1,2) |  |
| 10   | Ilja Czałow            | Rosja   | 6       | (2,0,0,3,1) |  |
| 11   | Robert Miśkowiak       | Polska  | 6       | (1,1,1,d,3) |  |
| 12   | Andriej Kudriaszow     | Rosja   | 5       | (0,2,d,1,2) |  |
| 13   | Dawid Stachyra         | Polska  | 5       | (2,2,w,1,w) |  |
| 14   | Krystian Pieszczek     | Polska  | 4       | (3,t,0,1,0) |  |
| 15   | Mariusz Staszewski     | Polska  | 4       | (0,u,3,d,1) |  |
| 16   | Władimir Borodulin     | Rosja   | 3       | (0,0,1,2,0) |  |
| 17   | rez. Marcin Nowak      | Polska  | 0       | (0)         |  |
|      | rez. Damian Albrecht   | Polska  | ns      |             |  |

Bieg po biegu:
1. Ułamek, Stachyra, Poważny, Kudriaszow
2. Pieszczek, Baliński, Miśkowiak, Staszewski
3. Walasek, Iversen, Karlsson, Borodulin
4. Sówka, Czałow, Skórnicki, Jędrzejak (d2)
5. Sówka, Ułamek, Karlsson, Staszewski (u4)
6. Jędrzejak, Kudriaszow, Miśkowiak, Borodulin
7. Iversen, Stachyra, Skórnicki, Nowak (Pieszczek t)
8. Baliński, Poważny, Walasek, Czałow
9. Iversen Ułamek, Miśkowiak, Czałow
10. Staszewski, Skórnicki, Walasek, Kudriaszow (d4)
11. Jędrzejak, Baliński, Karlsson, Stachyra (w/u)
12. Poważny, Sówka, Borodulin, Pieszczek
13. Ułamek, Walasek, Pieszczek, Jędrzejak
14. Iversen, Baliński, Kudriaszow, Sówka
15. Czałow, Borodulin, Stachyra, Staszewski (d4)
16. Karlsson, Poważny, Skórnicki, Miśkowiak (d4)
17. Baliński, Skórnicki, Ułamek, Borodulin
18. Karlsson, Kudriaszow, Czałow, Pieszczek
19. Miśkowiak, Walasek, Sówka, Stachyra (w/u)
20. Iversen, Jędrzejak, Staszewski, Povzhny
21. 1. półfinał: Sówka, Iversen, Jędrzejak, Walasek
22. 2. półfinał:  Karlsson, Baliński, Poważny, Ułamek
23. Finał: Iversen, Karlsson, Baliński, Sówka
24. Bieg pamięci Rifa Saitgariejewa, Jana Łyczywka i Mirosława Borowicza: Karlsson, Iversen, Sówka, Albrecht